# Гвоздени закон олигархије
Гвоздени закон олигархије политичка је теорија коју је прво развио немачки социолог Роберт Михелс у својој књизи Политичке партије (издата 1911 године). Он тврди да је власт елите, тј. олигархија, неизбежна у свакој демократској организацији као део тактичке и техничке потребе те организације.
Мајклс објашњава да све комплексне организације, без обзира на то колико су демократске биле када су започете, временом прерасту у олигархију. Мајклс је приметио да нема довољно велике и комплексне организације која може да потпуно функционише као непосредна демократија; моћ унутар организације ће увек бити поверена индивидуалцима пре него групи.
Користећи анегдоте из политичких партија и синдиката, борећи се да руководи демократски и да докаже своју тврдњу 1911. Михелс је сврстао његов закон у представничку демократију и закључио:” Кад изговориш организација, мислиш олигархија.” Он закључује: “Еволуција кроз историју исмева све профилактичке мере које су биле усвојене са циљем да спрече олигархију.”
Према Михелсу све организацију долазе у ситуацију да су вођене од стране класе лидера, који често функционишу као плаћени администратори, руководиоци, политички стратези, организатори итд. Не желећи да буду робови масе, Михелс закључује да “класа лидера” неизбежно постаје доминантна унутар организације, пре других чланова.
Контролишући онога ко има приступ информацијама, они који су на власти могу да успешно централизују њихову моћ, често са мало одговорности. Михелс тврди да демократски покушаји да задрже лидерске позиције су склони пропадању, пошто када један има моћ може да награди лојалности, могућност да се контролишу информације о организацији и могућност да контролише које процедуре ће организација користити при доношењу одлука. Сви ови механизми могу да буду искоришћени као јак утицај на исход сваке одлуке која је донета од стране чланова.
Михелс је констатовао да је главни циљ представничке демократије да се елиминише влада елите није била могућа, да је представничка демократија фасада која има за циљ да озакони владавину одређене елите и да то елитно правило које он назива олигархијом буде неизбежно. После неког времена Михелс је мигрирао у Италију и придружио се Бениту Мусолинију у Фашистичкој партији јер је веровао да је то следећи законски корак ка модерном друштву. Теза је постала популарна у Америци после рата са објављивањем Уније демократије: ‘’Унутрашња политика Интернационалне правописне уније”

## Историја
Године 1911. Мајклс је констатовао да социјалистичке партије Европе парадоксално, упркос њиховој демократској идеологији и одредби за масовно суделовање, доминирају од стране њихових лидера као традиционалне конзервативне партије. Мајклс је закључио да проблем лежи у самој природи организације. Више либерална и демократска модерна ера је омогућила формирање организација које имају иновативне и револуционарне циљеве, али како те организације бивају комплексније, постају све мање демократске и револуционарне. Мајклс је креирао “Гвоздени закон олигархије”:”Ко каже организација, мисли олигархија”
У време када је Мајклс формулисао свој закон, био је анархо-синдикалиста. Након неког времена постао је познати идеолог фашистичког режима Бенита Мусолинија у Италији, подучавајући економију на Универзитету у Перуђи.

## Разлози
Мајклс је нагласио неколико фактора који објашњавају "Гвоздени закон олигархије". Дарси К. Лич их је кратко сумирала као:”Бирократија се дешава. Ако се бирократија дешава, моћ расте. Моћ корумпира.” Било која већа организација, истиче Мајклс, мора да креира бирократију како би се одржала њена ефикасност јер постаје већа. Да би организација функционисала ефикасно, мора доћи до централизације како би моћ завршила у рукама неколико људи. Тих неколико особа представљају олигархију и они ће искористити сва средства потребна за очување и даљи раст моћи.
Овај процес је даље сложен као делегација која је потребна у свакој већој организацији, хиљаду, понекад и стотине хиљада чланова не могу да донесу одлуку преко партиципативне демократије. Ово је диктирало недостатак технологије за велики број људи који би се нашли и дебитовали, и такође, због питања повезаних са психологијом масе, како је Мајклс тврдио да људи имају потребу да буду вођени.
Делегација води до специјализације, до развоја базе знања, вештина и ресурса међу руководством, што даље отуђује руководство из редова и чврсто утемељује вођство у канцеларији.
Бирократија и специјализација су покретачки процеси који стоје иза "Гвозденог закона". Они доводе до пораста групе професионалних администратора у хијерархијској организацији, која заузврат доводи до рационализације и рутинизације власти и доношења одлука. Овај процес је најбоље описан од стране Макса Вебера, после од Џона Кенета Галбрејта, а у мањој мери од стране Петра Принципла.
Бирократија конструкцијом доводи до централизације власти од стране лидера. Лидери имају контролу над санкцијама и наградама. Они теже да промовишу оне које су поделили своје мишљење, које је неизбежно довело до самокретајуће олигархије. Људи постижу место лидера зато што имају политичке вештине изнад просека. Како напредују у својим каријерама, њихова моћ и престиж расту. Лидери контролишу информације које теку кроз канале комуникације, цензуришући оно што обични службеници не смеју да знају. Лидери ће такође употребити значајна средства да би убедили обичне службенике на исправност својих ставова. Ово је компатибилно са већином друштва, људи су научени да поштују оне који имају позицију ауторитета. Дакле, када обични службеници покажу иницијативу, чекају да лидери дају своју пресуду и издају смернице за праћење.

## Последице
Гвоздени закон олигархије констатује да сваки облик организације, без обзира колико су демократске можда биле на почетку, ће се временом и неизбежно претворити у олигархијске тенденције, што истинску демократију чини практично и теоретски немогућу, посебно у великим групама и комплексним организацијама.
Релативна структура течности у ситној размери подлеже демократију социјалној вискозности у високом степену организације. Према "Гвозденом закону", демократија и високи степен организације су неспојиви.
Пример који је Мајклс користио у својој књизи је Немачка социодемократска партија. Величина и комплексност групе или организације је важна за "Гвоздени Закон" такође.
Током седамдесетих и раних осамдесетих, Зелена партија Немачке уложила је свестан напор да сломе "Гвоздени Закон".
Свако је могао бити и могао је уклонити партијског званичника. Није било трајних кабинета или званичника.
Чак и најмање рутинске одлуке могле су бити постављене за дискусију и гласање. Када је партија била мала, ове антиолигархијске мере уживале су неки успех.
Али како је организација расла и партија постајала успешнија, морали су ефективније да се такмиче на изборима, да прикупљају средства, да воде велика окупљања и демонстрације и да раде са другим партијама одабир је одвео Зелене да усвоје конвенционалније структуре и праксе.

## Радне Уније и Липсетова Унија Демократије
Један од најпознатијих изузетака челичног закона олигархије је замрла Интернационална Типографијска Унија, описана од стране Сеyмора Мартина Липсета у његовој књизи из 1956 године, унија (заједница) демократије.
Липсет предлаже број фактора који је постојао у ИТУ који су наводно одговорни за одбијање тежње према бирократској олигархији.
Прво и можда најважније има са тим је начин како је унија основана.
За разлику од многих других унија ( нпр Ц. И. О уједињени ковачи Америке (ука), и бројних број великих јаких локалних удружења која су ценила своју аутономију, која је постојала много пре оснивања националне.
Локална аутономија је ојачана економијом штампарске индустрије која је радила у великим локалним и регионалним маркетима, уз мању конкуренцију са других географских подручја.
Угледни људи наставили су љубоморно чувати ту аутономију против злоупотребе овлашћења локалних службеника.
Друго, постојање одељака је помогло да успостави контролу на олигархијске тежње које су постојале у националном управништву.
Вође које се не контролишу теже да створе веће плате и раскошнији стил живота што их чини невољним да се врате на свој претходни посао. Али са моћним спољним одељцима који су спремни да разоткрију расипност, али ниједан вођа се није усудио да прихвати превише великодушно обештећење.
Ова два фактора су била неодољива у ИТУ случају.
Липсет и његови сарадници су навели број других фактора који су специфични за стварање унија и штампарског заната посебно укључујући хомогеност чланства, са поштовањем ка њиховом раду и стилу живота, њиховом спознајом (идентификацијом) са својим занатом, са њиховим више средњим стилом живота и платом.
За ову каснију тачку он црта изнад Аристотела који је тврдио да је демократска владавина она у којој је велика и стабилна средња класа, и екстреми богатства и сиромаштва нису били велики.
Коначно, аутори примећују нерегуларне радне сате које су довеле да радници у радњама проводе више слободног времена заједно.
Ови каснији фактори су мање убедљиви зато што се не примењују на многе индустријске форме организације где највећа количина (трговине, размене) демократске уније што је развила у скорија времена.

### Универзитетска Унија Студената
Тит Грегори користи Мајклсов Гвоздени закон да опише како централистичка демократска структура Канадске Федерације Студената, која се састоји од независних студентских унија. Охрабрују олигархију.
Тит Грегори тврди да унија универзитетских студената данас излаже олигархијске и демократске тежње.Супротно од унија они имају идеолошки различито чланство, и повремено имају такмичарске демократске изборе које покрива независни медиј студентског града који чува њихову независност.
Ови фактори су јаких демократских утицаја, стварајући услове сличне онима описаним од стране Липсета о ИТУ.
Међутим Грегори тврди да студентске уније могу бити веома недемократске и олигархијске као резултат пролазног чланства студената.
Сваке године између четвртине и половине чланство се преокреће (предаје)
, и Грегори тврди да то ствара ситуацију да изабране вође студената постају зависни од студентске уније за институционалну меморију и водство.
Пошто многе студентске уније ваде принудне плате из свог пролазног чланства и многи мањи факултети и/или редовни студентски град може извлачити тај новац са мало одговорности, олигархијско понашање постаје храбрено.
На пример, Грегори истиче како често избори студентске уније руководе под тиранским правилима и регулацијама које користе повремено они који имају моћ да дисквалификују или одстране потенцијалне изборне изазиваче.
Грегори закључује да студентске уније могу се могу супротставити челичном закону олигархије ако имају  ангажовану студентску заједницу независни студентски медиј јаку традицију слободе информација и објективну изборну власт способну руководити изборе поштено.